# Pernilla Wahlgren

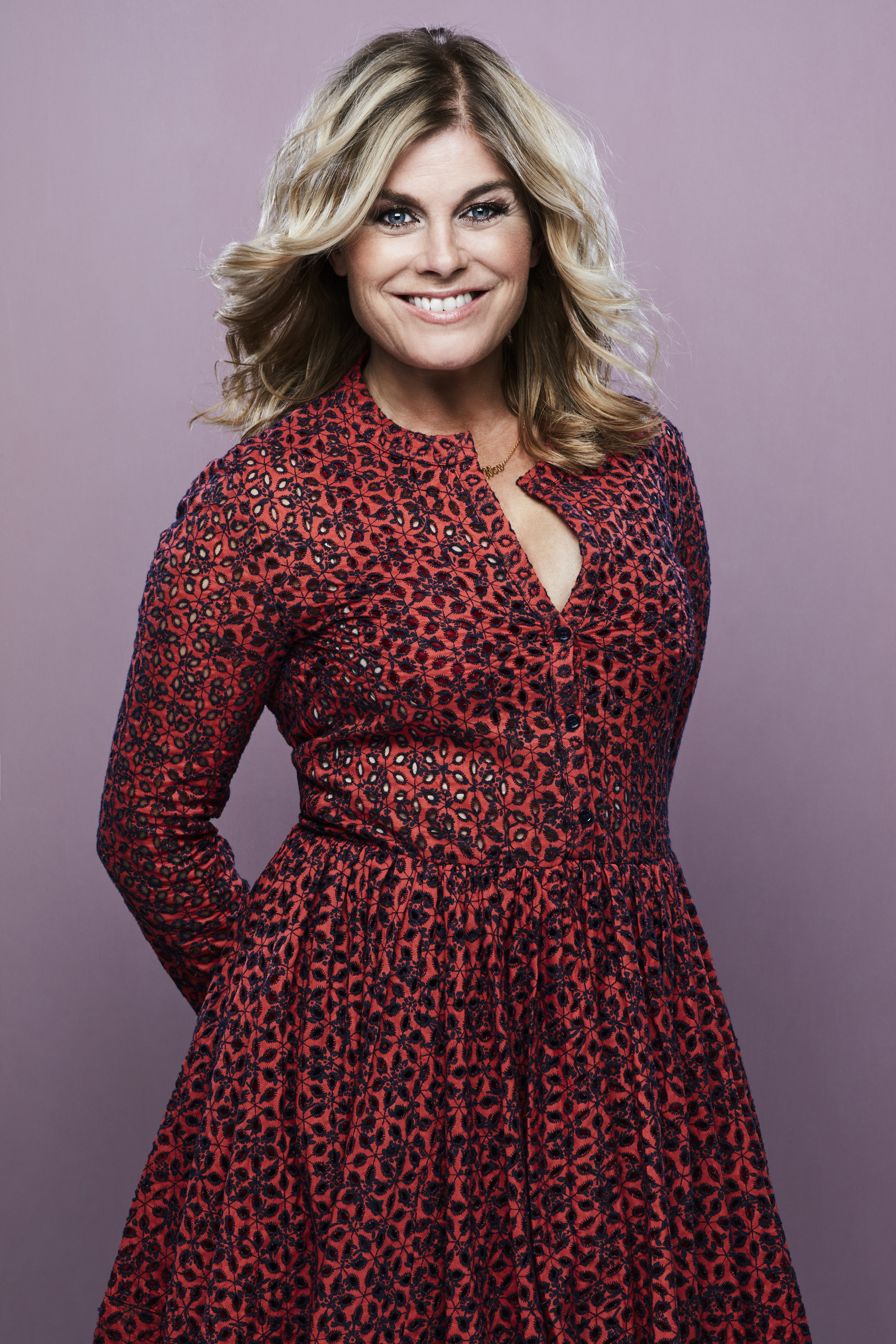
Pernilla Wahlgren

Pernilla Wahlgren (Gustavsberg, 24 december 1967) is een Zweedse zangeres. Ze is de dochter van acteurs Hans Wahlgren en Christina Schollin, haar broers Niklas en Linus acteren ook.
In 1985 deed ze mee aan Melodifestivalen om zo Zweden te kunnen vertegenwoordigen op het Eurovisiesongfestival met het lied Piccadilly circus, dit lukte echter niet.
Zes jaar later zou ze het opnieuw proberen met Tvillingsjäl (geschreven door Lena Philipsson) maar ook dit haalde de zege niet binnen.
In 2003 eindigde ze tweede in Melodifestivalen aan de zijde van Jan Johansen met het lied Let your spirit fly.
In 2010 deed ze voor de vierde keer mee aan Melodifestivalen dit keer zong ze het lied Jag vill om du vågar maar in de finale eindigde ze als laatste met 12 punten.
In 2018 won haar zoon Benjamin Ingrosso Melodifestivalen.

## Discografie
- 1985 Pernilla Wahlgren
- 1986 Attractive
- 1987 Pure dynamite
- 1989 Flashback
- 1992 Grease (verschillende artiesten)
- 1992 I myself and me
- 1995 Flashback #04
- 1995 Collection
- 2001 Tjabba tjena igen (met Niclas Wahlgren)
- 2002 Pannkakor med sylt (met Niclas Wahlgren)
- 2005 Talking to an angel
- 2010 Jag vill om du vågar